# Villa Pignatelli di Montecalvo

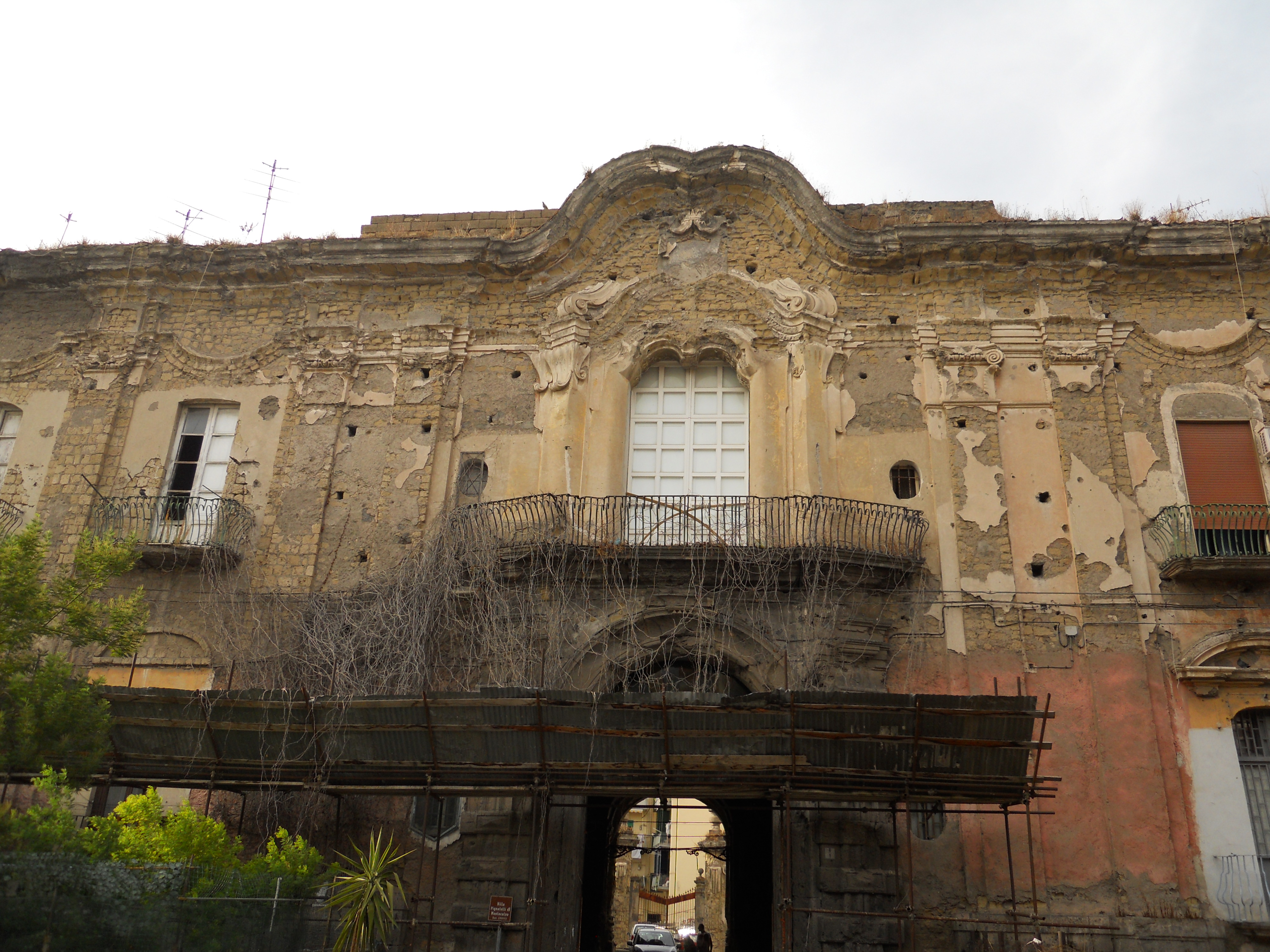
Villa Pignatelli di Montecalvo in San Giorgio a Cremano: Hauptfassade im Jahre 2011

Die Villa Pignatelli di Montecalvo ist ein Landhaus aus den 1740er-Jahren in San Giorgio a Cremano in der italienischen Region Kampanien. Es liegt im Gebiet der Miglio d’oro, im Largo Arso, 1.

## Geschichte
Das Gebäude wurde 1747 errichtet, vermutlich unter Leitung des Architekten Ferdinando Sanfelice und im Auftrag der Prinzessin Emanuella Caracciolo Pignatelli, Herzogin von Montecalvo. Die adlige Dame, die aus der alten Familie der Caracciolos stammte, in der u. a. auch der berühmte Admiral Francesco Caracciolo geboren wurde, war eng mit der Stadt verbunden, sodass sie der Kirche Santa Maria del Prinicipio die Statue des Schutzpatrons stiftete, die sich heute noch dort befindet.
Nach dem Tod der Herzogin, die in ihrer Villa starb, kaufte diese Emiddio Mele, der daran Spuren hinterließ, indem er seine Initialen an die Decke des Atriums malen ließ. Später wurde die Villa von der Familie Pignatelli di Montecalvo zurückgekauft und Ende des 19. Jahrhunderts zwischen den Brüdern Carlo und Paolo Caracciolo aufgeteilt.
Die imposante und massige Villa, die eine gesamte Seite des Largo Arso abdeckt, enthält auch eine Familienkapelle und eine breite Loggia im Nordwestteil. Die aus robustem Tuffstein erbaute Villa zeigt ein monumentales Portal aus Lavagestein mit Diamantbossenwerk. Genau in letzterer Charakteristik, in der die Kunsthistoriker eine Ähnlichkeit mit dem Palazzo Serra di Cassano in Neapel sahen, ist der bedeutendste Faktor bei der Zuschreibung dieser Villa an Sanfelice. Kürzliche Untersuchungen dagegen scheinen dem oben Erwähnten zu widersprechen und schreiben die Villa dem unbekannten Architekten Girolamo Molino zu.
Die Villa, die heute noch bewohnt ist, befindet sich derzeit im Stadium des fortgeschrittenen Verfalls, sodass z. B. das alte Oratorium in eine Autogarage umgewandelt wurde. Die Fassade zeigt nur noch Spuren der alten Stuckverzierungen und große Teil der charakteristischen Bauelemente, wie auch das Adelswappen der Familie Pignatelli in Marmor sind verlorengegangen. An verschiedenen Punkten der Fassade kann man die Löcher der Sicherungsinjektionen erkennen, die wegen der Schäden ausgeführt wurden, die das Erdbeben vom 23. November 1980 hinterlassen hat. Darüber hinaus wurden an demselben Gebäude mehrere Bauverstöße festgestellt, wie z. B. die Abdeckung einzelner Scheiben der alten Fenster, die Entfernung von Einbauten und die Installation von Klimaanlagen. Der Vorplatz der Villa wurde eingezäunt und ist von Unkraut überwuchert. Sowohl im vorderen Bereich als auch auf der Westseite gibt es alte Stützgerüste, die nach dem oben erwähnten Erdbeben aufgebaut und bis heute noch nicht entfernt wurden.
Im Jahre 2012 war die Struktur der Villa stark geschädigt, sodass man um ihre Stabilität fürchten musste. Es wurden schnell neue und stabilere Gerüste errichtet, um das Gebäude zu sichern, während man auf die entsprechenden Restaurierungsarbeiten wartet.

## Beschreibung
Das Landhaus befindet sich auf der linken Seite des Largo Arso.
Die Hauptfassade der Villa ist eine der wenigen, die man in ihrer Gesamtheit von Largo Arso aus sehen kann, an der das Gebäude liegt, und die über einem kurzen Sockel zwei Reihen von Balkonen, gerahmt von gigantischen Pilastern, zeigen. Die lange Fassade beginnt mit dem Mittelbau und setzt sich auf der Ostseite mit einer großen Panoramaterrasse fort, und der sich die Kapelle und der niedrige Block erstrecken, der die Bauten des 4 Hektar großen Landguts enthält.
Das Hauptgebäude hat einen U-Förmigen Grundriss, der symmetrisch zum großen Atrium mit elliptischer Kuppel ist, wo man in der mittleren Metope noch die Initialen des zweiten Eigentümers, Emiddio Mele, lesen kann.
In der Mitte der Fassade, über dem reich verzierten, erhöhten Portal, erhebt sich der monumentale Balkon des Obergeschosses mit verschwenderischen Dekorationen darüber, die die Höhe des Bauwerks in einer deutlichen Falte des Traufgesimses, das sich mit Voluten über dem Hauptbalkon erhebt, übersteigen. Diese architektonische Inszenierung erzeugt eine gelungene, bühnenreife Wirkung, die in der Tendenz des Barocks, die Statik der Vorhangfassaden zu verschieben und aufzulockern, ihr Fundament findet. Das Atrium besteht aus einem großen, achteckigen, betonten und originalen Raum.
An den Nebenwänden gibt es vier Balkone mit Banken aus Piperno darunter, während entlang der kurzen Achsen der Seitenwände zwei kurze Rampen aus Piperno, eingefasst von zwei Bögen, ihren Ausgang nehmen, die in leicht ausgestellter Form an die Lavaströme des Vesuvs erinnern.
Vom Hof aus kann man die lange, malerische und gegliederte Gegenansicht genießen, entlang der zwei symmetrische Treppen ansteigen, die zur Panoramaterrasse des Obergeschosses führen. Dort befand sich ein großer, elliptischer Zentralsalon mit Außengewölbe, das leicht gegenüber der Decke des Gebäudes vorspringt. Es gibt auch zwei Halbwendeltreppen, die vermutlich in späterer Zeit angebaut wurden, um die Terrasse von der Mitte des zweiten, seitlichen Treppenzuges aus zu erreichen.
Was die Fassade anbetrifft, machen sie die leicht gebrochenen Fensterrahmen und die Art und Weise, wie sie sich mit dem Stuck verbinden, voll und ganz zum oberflächlichen Dekorationsstil, wie er typisch für das Rokoko ist. Demselben Stil gehören die hängenden Kapitelle an, die sich auch im Hof finden und die an der Basis die für das Rokoko typische Kartusche aus Stuck bewahren.

## Im Film
Die Villa Pignatelli di Montecalvo diente häufig als Filmset:
- 1992 wurden einige Szenen des Films Spirelli setzt sich durch von Lina Wertmüller mit dem Protagonisten Paolo Villaggio dort gedreht.
- 2011 diente die Villa als dem Regisseur Matteo Garrone als Drehort für seinen Film Reality.
- 2019 wurden im Innenhof und einer Wohnung einige Szenen des Films L’Immortale – Der Unsterbliche des Regisseurs Marco D’Amore gedreht.
- 2021 diente die Villa als Drehort für einige Szenen der fünften Staffel der Fernsehserie Gomorrha.

## Kultur
In der Villa, genauer gesagt im ehemaligen Festsaal im Obergeschoss, ist die kulturelle Vereinigung Communità Nuova unter der Leitung der Regisseurs Costatino Punzo untergebracht. Periodisch organisiert sie Kulturveranstaltungen (Ausstellungen, literarische Lesungen, Theaterstücke, Konzerte usw.) mit dem Ziel, das Interesse der Öffentlichkeit, der Institutionen und der Massenmedien auf die architektonische Wiederherstellung dieses wertvollen künstlerischen Denkmals zu lenken.

## Trivia
Die traurige Betitelung als „Palazzo del Colera“ ist eine ironische Benennung; wie man sich erzählt, dass in der Zeit der Choleraepidemie in Neapel im Juli und August 1973 ein kleines Mädchen, die nur 18 Monate alte Francesca Noviello, gestorben sei. Der Tod des Säuglings wurde durch eine vollkommen andere Krankheit herbeigeführt, aber sicherlich nicht, weil er an der Cholera litt. Alles, was sonst noch über diese traurige Episode erzählt wird, ist reine, populäre Phantasie, aus dem Pathos und der Infektionsangst, in der damals die Bevölkerung der Stadt San Giorgio a Cremano lebte, geboren. So sehr, dass die Familienangehörigen der kleinen Verstorbenen nicht aus ihrem Zuhause umgesiedelt wurden, sondern einfach geimpft, ebenso wie die gesamte Bevölkerung von Neapel und Umgebung geimpft wurde.

## Bildergalerie

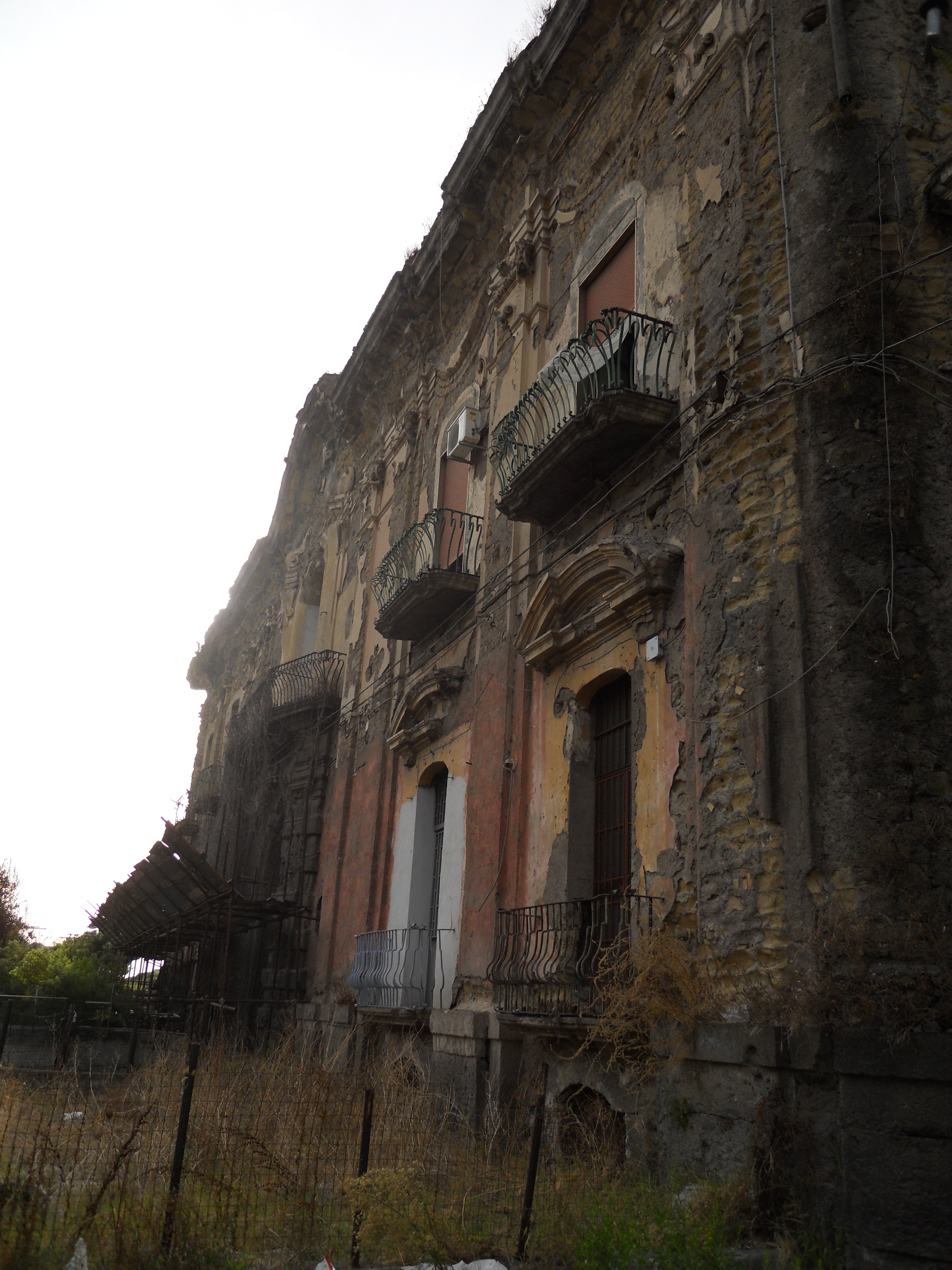
Ansicht von Osten
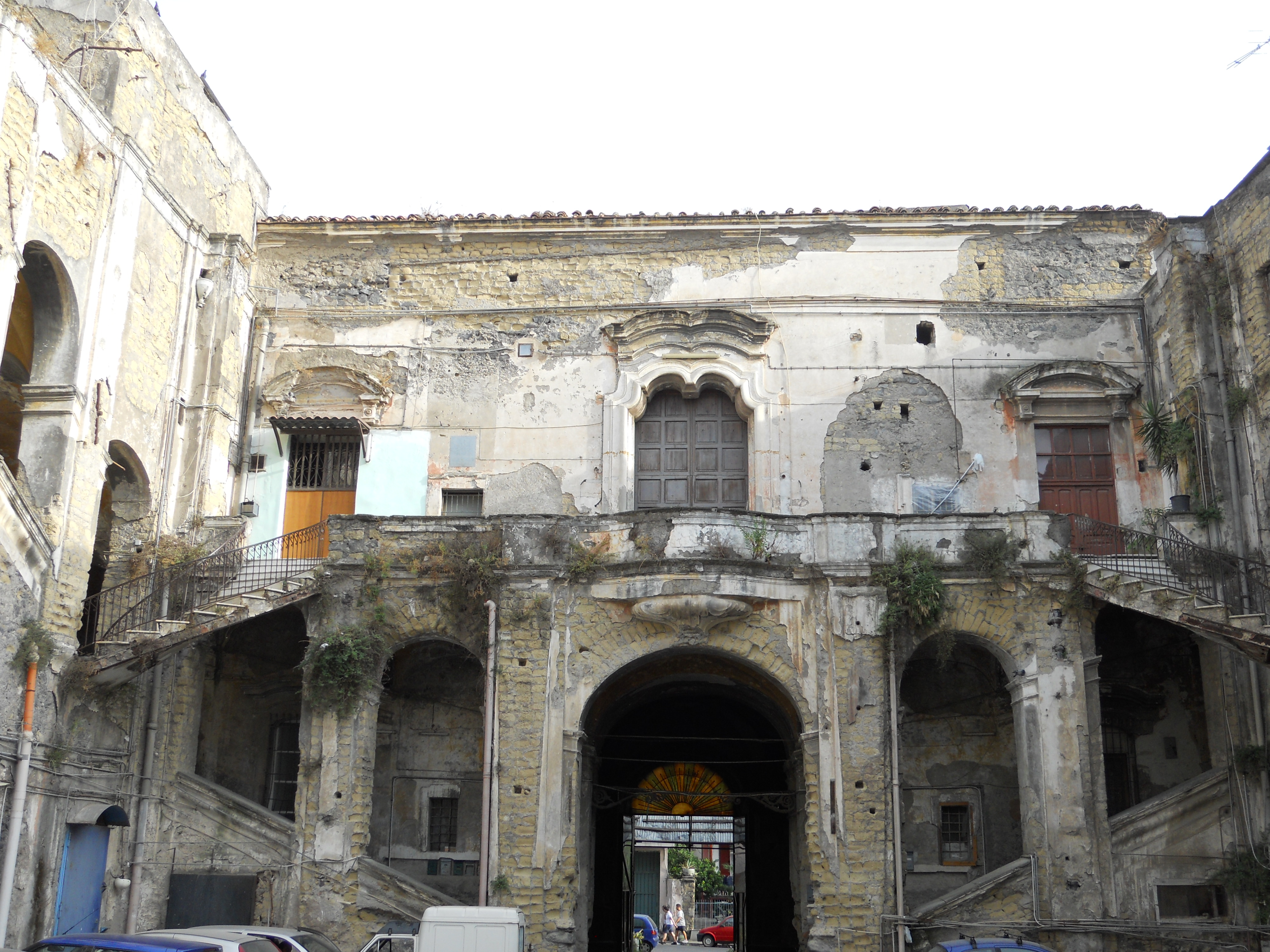
Ansicht vom Innenhof aus
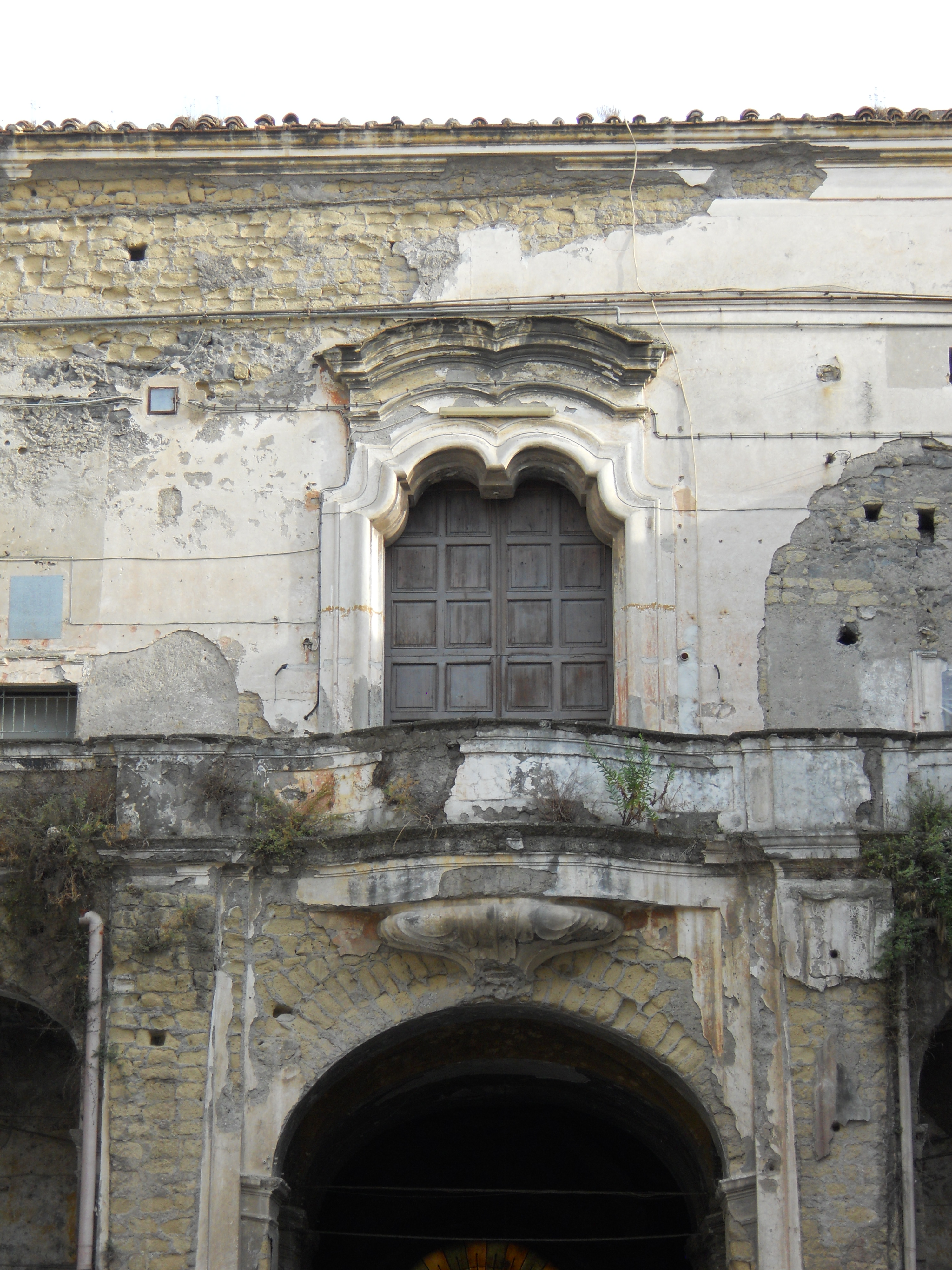
Detail
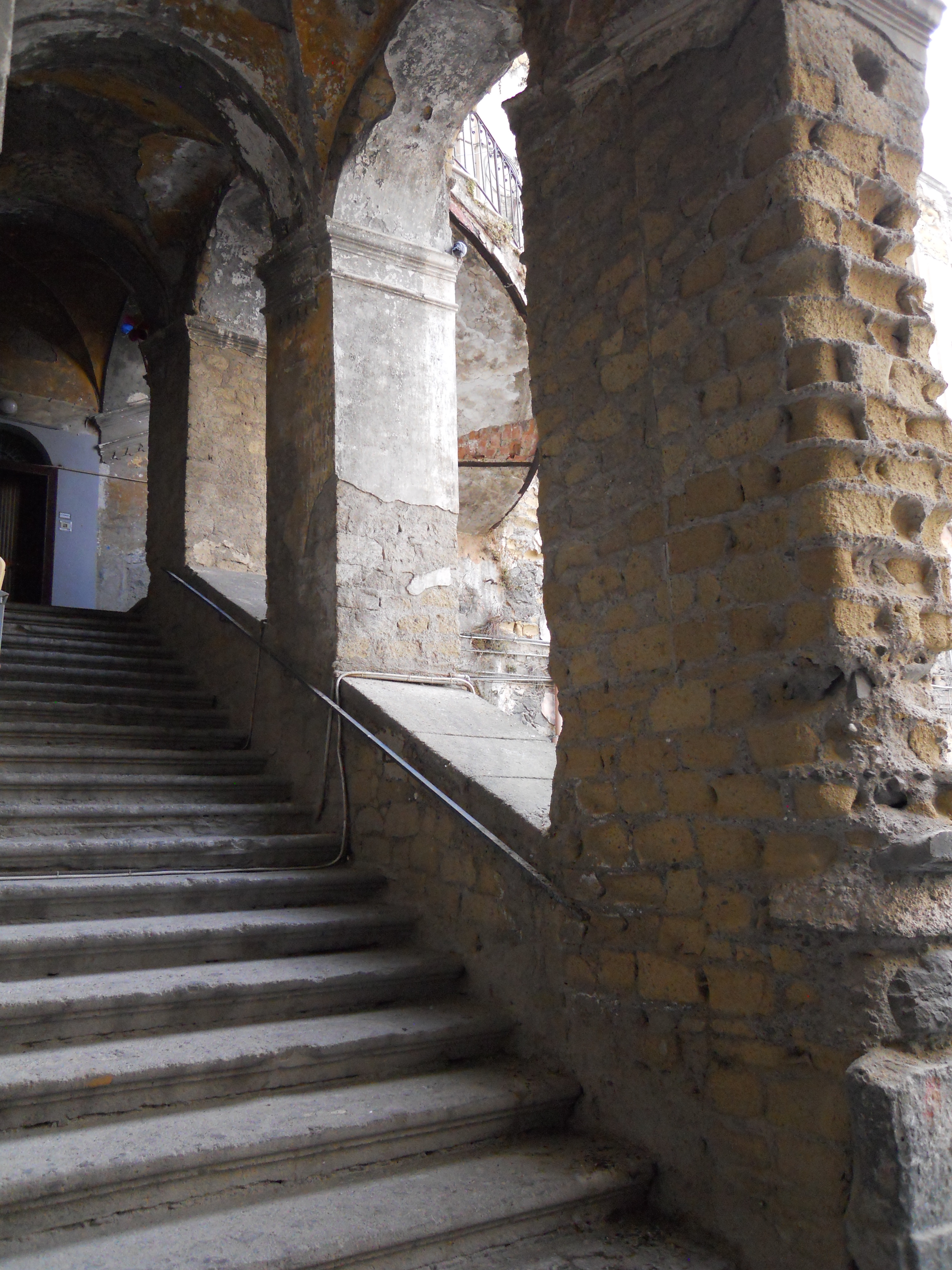
Innentreppe
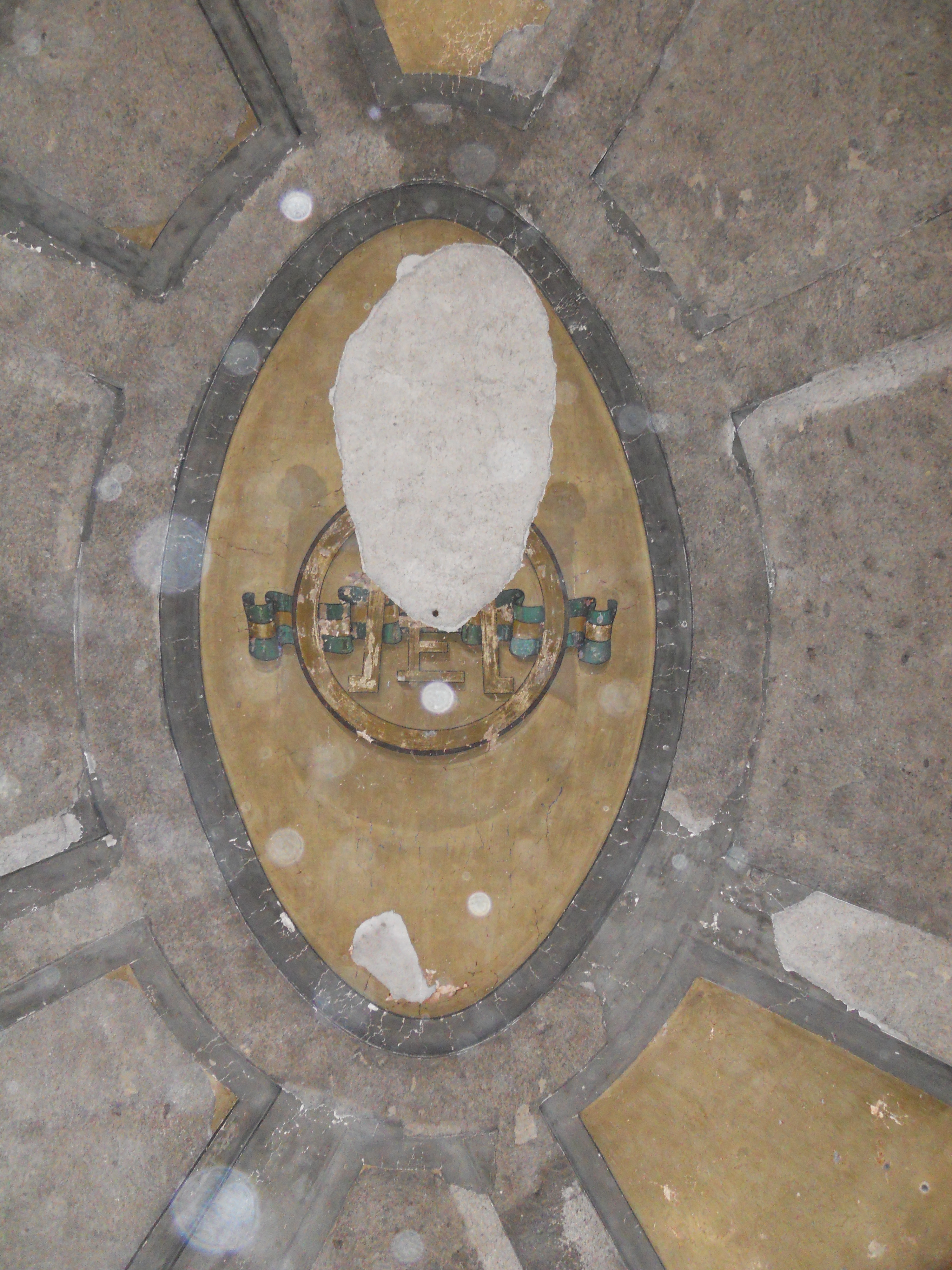
Decke des Atriums mit den Initialen von Emiddio Mele
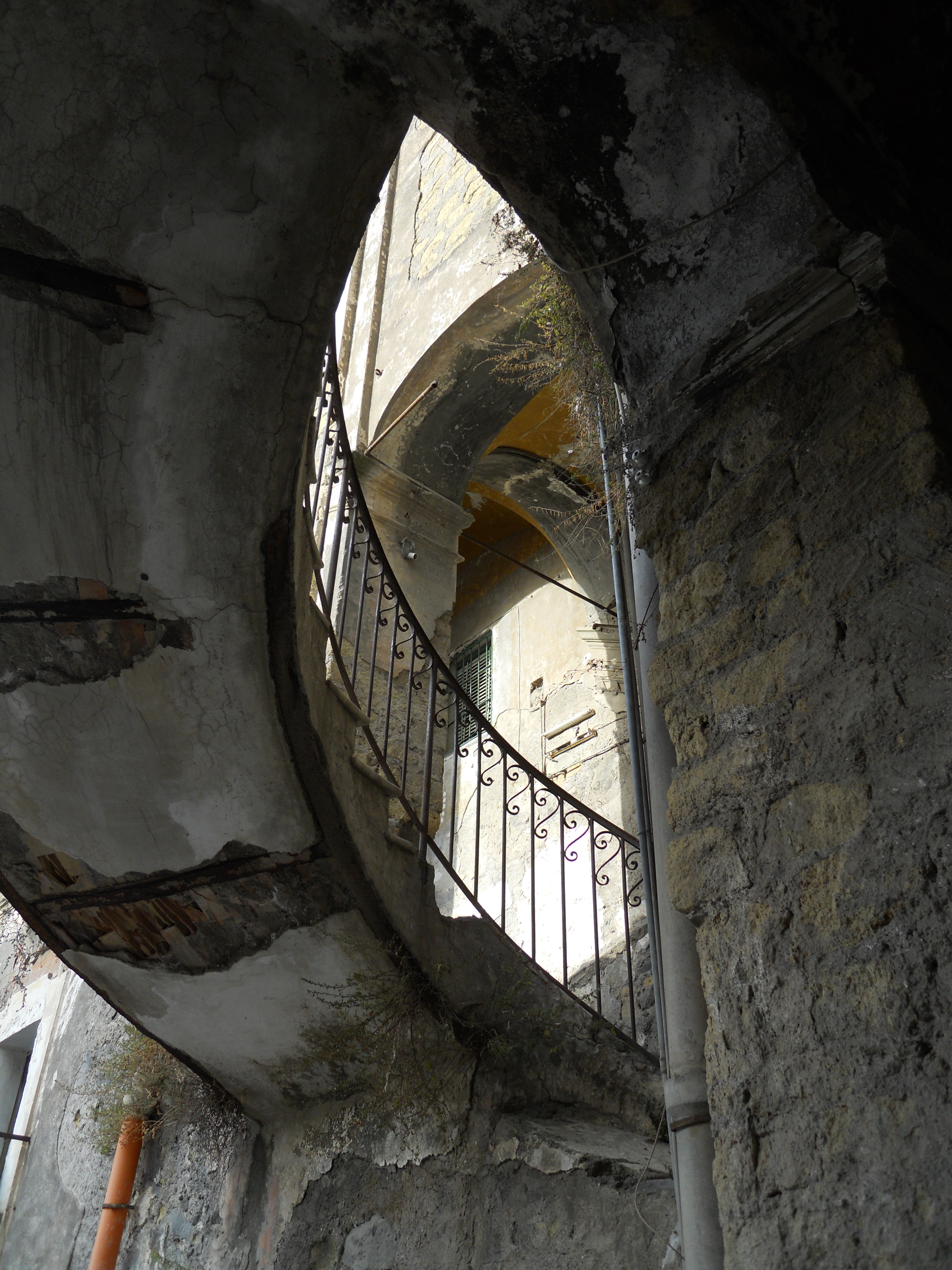
Innentreppen
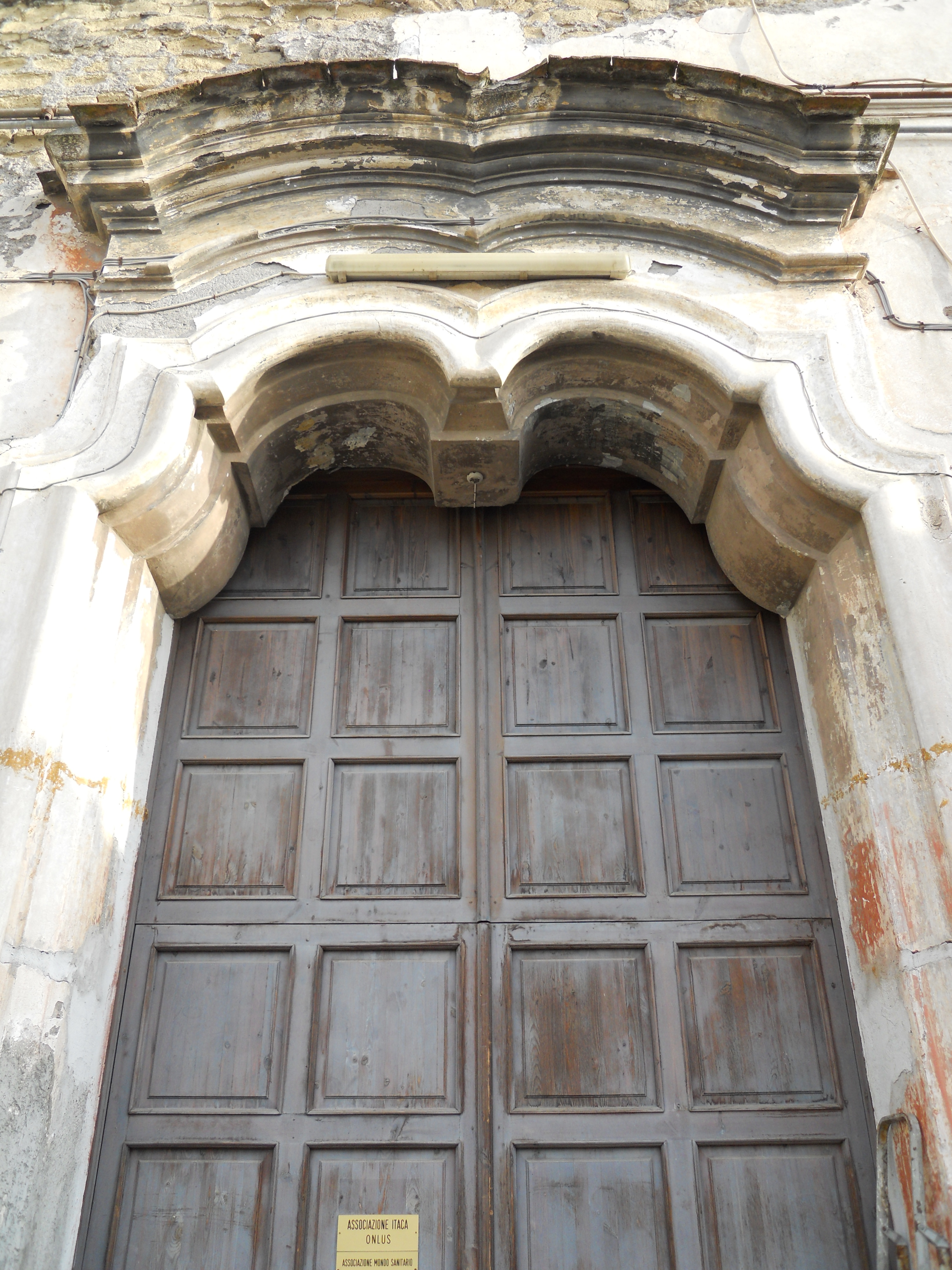
Eingangsportal im Obergeschoss
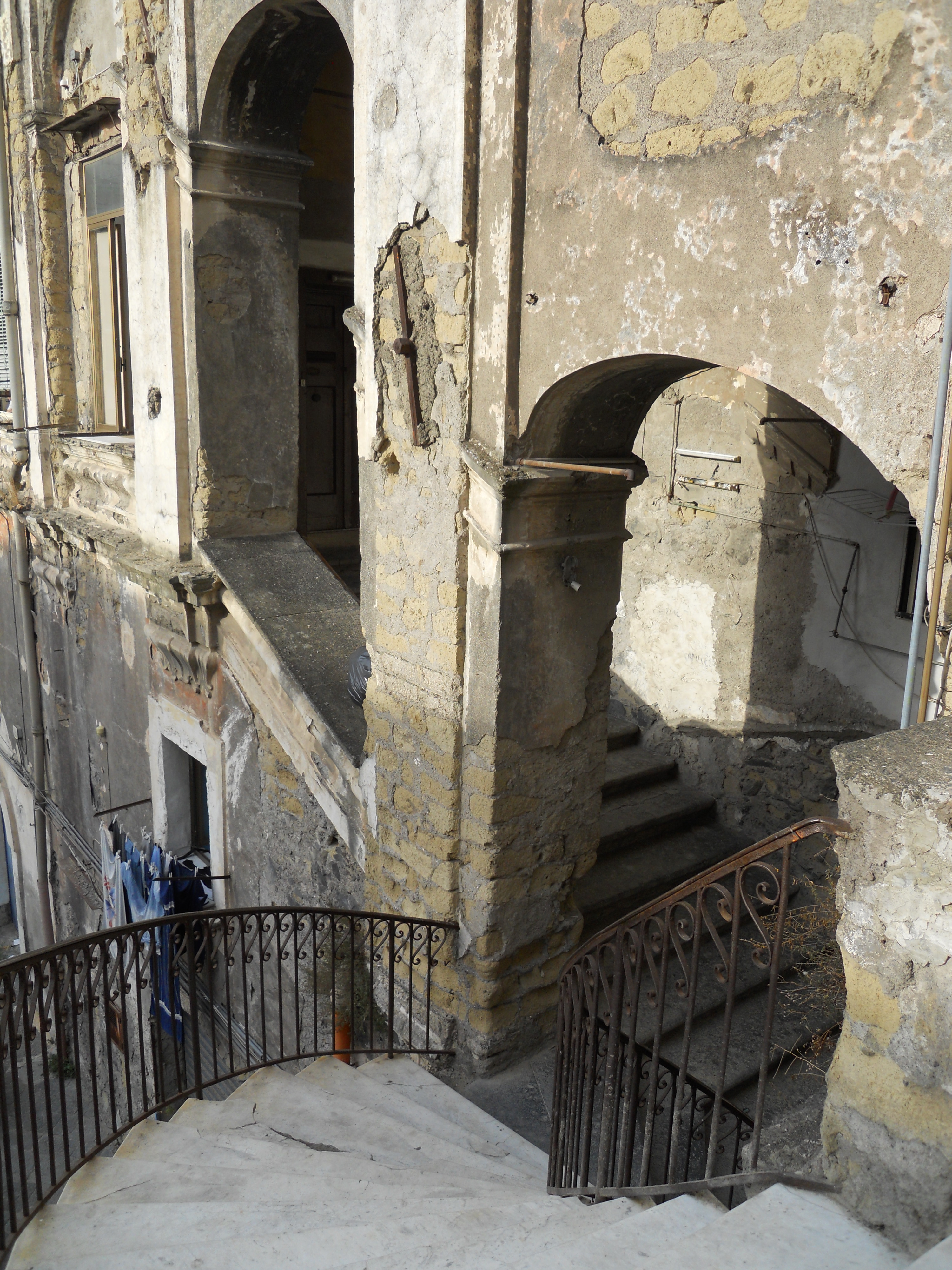
Treppe zum Obergeschoss
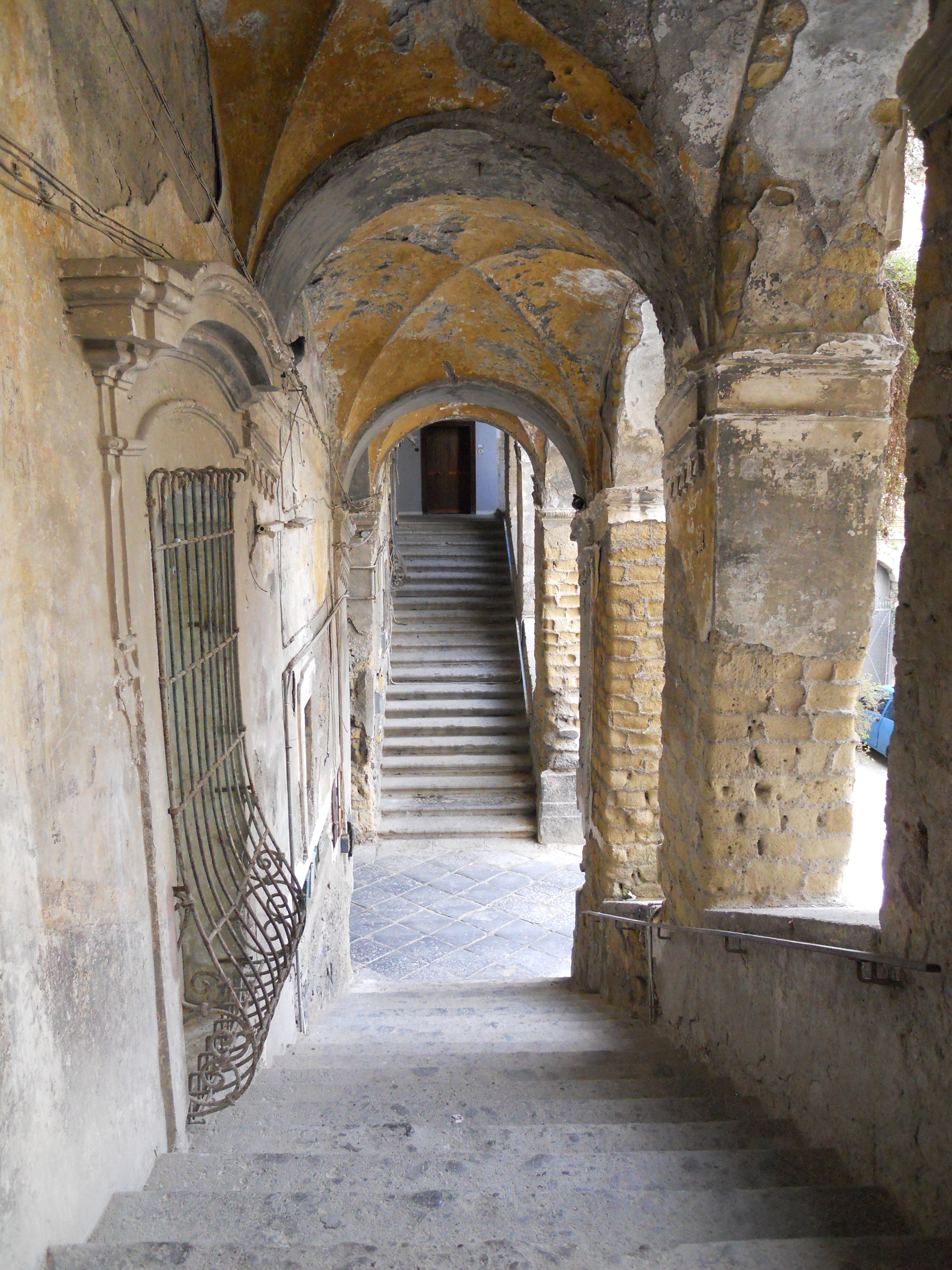
Ehrentreppe